# Mike Orlando
Mike Orlando ist ein US-amerikanischer Gitarrist. Er ist Mitglied der Metal-Band Adrenaline Mob und veröffentlichte zwei Soloalben.

## Werdegang
Orlando veröffentlichte in den Jahren 2006 und 2010 zwei instrumentale Soloalben. Titel seines Albums Sonic Stomp II wurden für das Musikspiel Rock Band verwendet. Als Solokünstler trat er bei verschiedenen Musikmessen wie der NAMM Show oder der Musikmesse in Frankfurt am Main auf. Darüber hinaus betreibt Orlando das Tonstudio Sonic Stomp Studios. Im Jahre 2010 arbeitete Orlando zusammen mit dem Sänger Russell Allen an dessen zweitem Soloalbum. Dabei präsentierte Orlando Allen einige Songideen, aus denen schließlich die Band Adrenaline Mob wurde. Dort arbeitet Orlando unter anderem mit dem ehemaligen Dream-Theater-Schlagzeuger Mike Portnoy zusammen. Im Oktober 2011 schloss sich Orlando der Band TRED an, bei der der ehemalige Judas-Priest-Sänger Tim Owens aktiv ist. Ab 2016 war Orlando in der brasilianischen Progressive-Metal-Band Noturnall aktiv, bis er Ende 2017 zusammen mit dem Disturbed-Bassisten John Moyer die Band Stereo Satellite gründete. 2019 stieg er allerdings erneut bei Noturnall als fester Gitarrist ein.

## Diskografie

### Soloalben
- 2006: Sonic Stomp
- 2010: Sonic Stomp II

### Mit Adrenaline Mob
- 2012: Omertà
- 2014: Men of Honor
- 2017: We the People

### MitNoturnall
- 2017: 9

### Als Gastmusiker
- 2009: Guitars that Ate My Brain (bei dem Lied „Stomped“)